# Arien
Arien je fiktivní postava z Tolkienova fantasy světa Středozemě, konkrétně z knihy Silmarillion. Je to Maia, která byla Valar vybrána aby řídila lodičku Slunce.
Arien ve dnech Stromů pečovala o zlaté květy ve Vániných zahradách a zalévala je rosou z Laurelinu. Po Morgothově zničení dvou valinorských stromů byla vyvolena, aby řídila lodičku Slunce, jako náhradu za světlo Laurelinu. Arien byla mocným duchem, kterého Melkor nikdy na svou stranu nestrhl a právě proto jí byl svěřen poslední plod Laurelinu, aby s ním osvětlovala Ardu, kde Morgoth vedl válku proti Noldor ve vyhnanství a později také proti lidem.